# Allington Castle
Allington Castle är ett slott i Storbritannien. Det ligger i grevskapet Kent och riksdelen England, i den sydöstra delen av landet. Allington Castle ligger 9 meter över havet.
Terrängen runt Allington Castle är huvudsakligen platt. Allington Castle ligger nere i en dal. Runt Allington Castle är det i huvudsak tätbebyggt.